# Вогиера
Вогиѐра (на италиански: Dicomano, на местен диалект Vughièra, Вугиера) е малко градче и община в северна Италия, провинция Ферара, регион Емилия-Романя. Разположено е на 7 m надморска височина. Населението на общината е 3918 души (към 2010 г.).